# Урсула Мнішек
Урсула Мнішек, у шлюбі Вишневецька (пол. Urszula Mniszchówna Wiśniowiecka; нар. при кінці 1580-их — пом. на зламі 1621/22) — польська шляхтянка, донька воєводи сандомирського, генерального старости руського Єжи Мнішека та Ядвіги Тарлівни, старша сестра московської царівни Марини як дружини Лжедмитрія I.    

## Життєпис
19 січня 1603 року в Самборі Урсула побралась із руським воєводою Костянтином Вишневецьким, ставши другою дружиною князя. В посаг батько їй дав містечко Заложці, а також ряд прилеглих сіл. Щоправда, як зазначає польська історикиня Ілона Чаманська, в маєтку на ту пору господарювала вдова брата Стефана Яна Мнішека, Євфросинія Дочі де Нодьлучі (пол. Eufrozyna Doczi de Nagyluczy), угорка за походженням, що укупі з сином Юрієм Другетом дістала Заложці в заставу од тестя взамін на позички і якій зовсім не кортіло розлучатись із власністю. Зрештою, 1607 року Костянтин вдався до наїзду, відібравши при нагоді всяке рухоме добро замку. Євфросинія силкувалась боронити свої права в суді, однак марно. Невдовзі містечко стало головною резиденцією Костянтина Вишневецького.   
У шлюбі Урсула народила принаймні трьох дітей: 
- Юрій (після 1603—1641), староста кам'янський;
- Олександр Вишневецький (після 1603—1639), ротмістр, староста черкаський;
- Теофіла Вишневецька (1620—1645), дружина каштеляна войницького Пйотра Шишковського.

Не підтримувала чоловіка і сестру в їхніх московських затіях.   